# Seton Lloyd
Seton Howard Frederick Lloyd (Birmingham, 30 de mayo de 1902 - Faringdon, 7 de enero de 1996) fue un orientalista y arqueólogo británico.

## Biografía
Arquitecto (1927), participó en la Fundación para la exploración de Egipto de Henri Frankfort en Tell el-Amarna. Intervino en los trabajos de la misión arqueológica en la región de Diyala, en Tell Asmar, Tutub y Tell Agrab (1927-1937).
Con Thorkild Jacobsen, estudió el acueducto de Jerwan y excavó el templo de Shara en Tell Agrab (1933). Participó de 1937 a 1939 en las excavaciones de John Garstang en Mersin (Cilicia). También localizó en Sinyar muchos sitios que fueron excavadas posteriormente.
Consejero de la Dirección general de antigüedades de Irak (1939), se quedó en Bagdad y Jerusalén durante la Segunda Guerra Mundial y transportó dos toros alados de Dur Sharrukin al Museo Nacional de Irak. Inició con Fuad Safar las excavaciones en Tell Uqair y Hassuna (1943-1944) y dirigió las excavaciones de Abu Shahrein con Safar de 1946 a 1949.
En 1949, se convirtió en Director del Instituto británico de Arqueología de Ankara y exploró los sitios fortificados de la frontera norte de Siria. Dirigió con Storm Rice los trabajos de excavación en Harran y Sultantepe donde descubrió una inmensa biblioteca. También exploró Beycesultan junto a James Mellaart. Dirigió excavaciones en Polatlı, Harán y otros yacimientos anatolios.
A petición de Max Mallowan, le sucedió en la cátedra de arqueología de Asia occidental en el Instituto Arqueológico de Londres (1961-1969). En 1965, emprendió una campaña en Kayalidere.

## Obras
- Foundations in the Dust. The Story of Mesopotamian Exploration, 1947 (édition revue et augmentée en 1980)
- Sennacherib Aqueduct at Jerwan, avec T. Jacobsen, in Oriental Institute Publications', número 24, 1935
- Mesopotamia: Excavations on Sumerian Sites, 1936
- Pre-Sargonid Temples in the Diyala Region, avec Pinhas Delougaz, 1942
- Ruined Cities of Iraq, 1942
- Twin Rivers: A Brief History of Iraq from the Earliest Times to the Present Day, 1943
- Early Anatolia: A Description of Early Civilisation in Asia Minor, As Revealed by the Last Half-Century of Excavating and Exploration, 1956
- The Art of the Ancient Near East, colección «The World of Art Library», 1961
- Beycesultan, avec James Mellaart, 1962–1965
- Mounds of the Ancient Near East, 1963
- Early Highland Peoples of Anatolia, 1967
- Private Houses and Graves in the Diyala Region, avec Pinhas Delougaz et Harold D. Hill, 1967
- Ancient Architecture: Mesopotamia, Egypt, Crete, Greece, con Hans Wolfgang Müller et Roland Martin, 1974
- The Archaeology of Mesopotamia from the Old Stone Age to the Persian Conquest, 1978
- The Interval, (autobiographie), 1986
- Ancient Turkey: A Traveller's History of Anatolia, 1989.